# Ѡ
Omega (Ѡ para mayúscula y ѡ para minúscula) es una letra obsoleta del antiguo alfabeto eslavo eclesiástico o cirílico antiguo, que 
tenía un sonido equivalente a /o/. Su forma proviene de la de forma minúscula de la letra griega omega (Ω, ω), aunque también tiene parecido con la W latina, sobre todo la minúscula.
Actualmente esta letra entre muchas otras se encuentra en desuso total, aunque muchos medios como actualmente Internet ayudan a que no caiga en el olvido completo.

## Sistema numeral
Este carácter representa el número 800 en el numeral eslavo eclesiástico.

## Unicode
Sus códigos son U+0460 para mayúscula y U+0461 para minúscula.
| Carácter      | Ѡ                                       | Ѡ                                       | ѡ                                       | ѡ                                       |
| ------------- | --------------------------------------- | --------------------------------------- | --------------------------------------- | --------------------------------------- |
| Unicode       | LETRA MAYÚSCULA CIRÍLICA OMEGA CIRÍLICA | LETRA MAYÚSCULA CIRÍLICA OMEGA CIRÍLICA | LETRA MINÚSCULA CIRÍLICA OMEGA CIRÍLICA | LETRA MINÚSCULA CIRÍLICA OMEGA CIRÍLICA |
| Codificación  | decimal                                 | hex                                     | decimal                                 | hex                                     |
| Unicode       | 1120                                    | U+0460                                  | 1121                                    | U+0461                                  |
| UTF-8         | 209 160                                 | D1 A0                                   | 209 161                                 | D1 A1                                   |
| Ref. numérica | &#1120;                                 | &#x460;                                 | &#1121;                                 | &#x461;                                 |